# Diplazium mattogrossense
Diplazium mattogrossense là một loài dương xỉ trong họ Athyriaceae. Loài này được A.Samp. mô tả khoa học đầu tiên năm 1916.
Danh pháp khoa học của loài này chưa được làm sáng tỏ. 